# حسین‌آباد علیا (بویراحمد)
حسین‌آباد علیا (بویراحمد)، روستایی از توابع بخش مرکزی شهرستان بویراحمد در استان کهگیلویه و بویراحمد ایران است. این روستا مرکز دهستان دشت روم در شهرستان بویراحمد است.

## جمعیت
این روستا در دهستان دشت روم قرار دارد و براساس سرشماری مرکز آمار ایران در سال ۱۳۸۵، جمعیت آن ۷۸۲ نفر (۱۶۳خانوار) بوده‌است.